# Madonna della Madia
Il titolo di Beata Vergine Maria della Madia è il titolo con il quale la Vergine Maria è venerata come patrona della città di Monopoli e della diocesi di Conversano - Monopoli.

## Le fonti scritte
Tra le testimonianze più antiche e importanti abbiamo:
- Monopoli, Medioevo e Rinascimento. Historia et Miracoli della divota e miracolosa Imagine della Madonna della Madia miracolosamente venuta nella Città di Monopoli e d'alcune cose notabili di detta Città  del 1643 ad opera di Francesco Antonio Glianes, arcidiacono del Capitolo Cattedrale di Monopoli.
- L'Italia Sacra di Ferdinando Ughelli, redatta dal Canonico teologo del Capitolo Cattedrale di Monopoli, Giovanni Francesco Cimino.
- L'Atlas marianus sive de imaginibus Deiparæ per orbem christianum miraculosis di Wilhelm Gumppenberg S.J., teologo di origine bavarese che volle fare un censimento delle immagini mariane esistenti; per far ciò, chiese la collaborazione dei suoi confratelli sparsi per il mondo (ben 270 corrispondenti) tra cui il collegio dei gesuiti di Monopoli. Nell'edizione del 1657 questa grande opera, al libro II, pagine 88 - 97, si trova la sezione dedicata alla Imago B. V. Miraculosa de Madia - Monopoli[1].
- La Minopoli manifestata, o sia Monopoli manifestata, del 1773, di Alessandro Nardelli.

Sicuramente queste opere attingevano a materiale ancora più antico, all'epoca presente nell'archivio della Cattedrale stessa.

## La tradizione dell'approdo

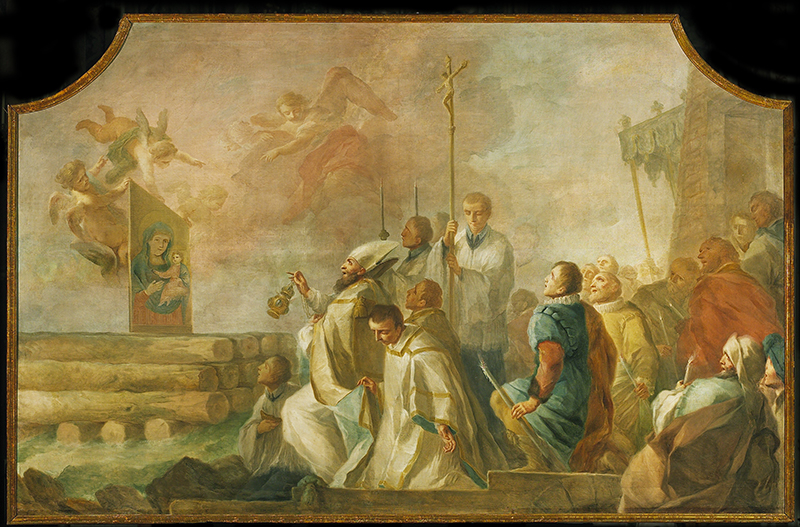
P. Bardellino (1731-1803), Approdo di Maria SS. della Madia nel porto di Monopoli, olio su tela, Santuario della Basilica Cattedrale, Monopoli. (Foto Studio Tartaglione-Bari).

La storia dell'arrivo di questa icona affonda le sue radici nell'anno 1107, quando Romualdo, vescovo di Monopoli, iniziò la costruzione della nuova Cattedrale per la sua città, che avrebbe dovuto sostituire il vecchio tempio ormai troppo usurato e angusto. Dieci anni dopo i lavori vennero bloccati perché non si riuscivano a trovare i legni per costruire la volta a capriate della chiesa (secondo le caratteristiche proprie dello stile romanico). Il vescovo si affidò fervidamente all'intercessione della Vergine Maria. È qui che la storia inizia a intrecciarsi con la tradizione: la notte tra il 15 e il 16 dicembre 1117 la Madonna stessa si mostrò in sogno a un pio monopolitano, chiamato - secondo una parte della tradizione - Mercurio, annunciando che, al porto, era giunto quanto il vescovo aveva richiesto. L'uomo senza perdere tempo, di notte, corse a comunicare quanto visto al vescovo il quale, incredulo, lo rispedì a casa a dormire. La cosa si ripeté per tre volte. Alla terza volta Mercurio volle andare di persona al porto per accertarsi di ciò che in sogno gli veniva annunciato e, con sua grande sorpresa, scorse nel bacino portuale una grande zattera fatta di 31 lunghe e grosse travi. Pieno di gioia corse al vescovado e annunciò a Romualdo che le travi erano arrivate e che lui stesso le aveva viste. Disposta una grande processione il vescovo si recò al porto dove, sulla zattera, si accorse della presenza di una icona che raffigurava la Madre di Dio con in braccio il Cristo. La tradizione orale, non riportata tuttavia in nessuna fonte, racconta che la zattera sia arretrata per tre volte impedendo al presule di prendere l'Immagine, sdegnata per l'incredulità di Romualdo. Dopo aver incensato l'icona l'anziano vescovo poté toccare l'immagine miracolosa e in processione ritornò in Cattedrale portando sia le travi che la venerata effigie. Di qui il titolo di Madia (dallo spagnolo almadía, che vuol dire proprio "insieme di travi, zattera"): Madonna della Madia, quindi, vale come "Madonna della zattera".

## La provenienza dell'icona
Alcune particolari caratteristiche di questa icona sono di grande importanza per definirne le sue coordinate spazio-temporali. 

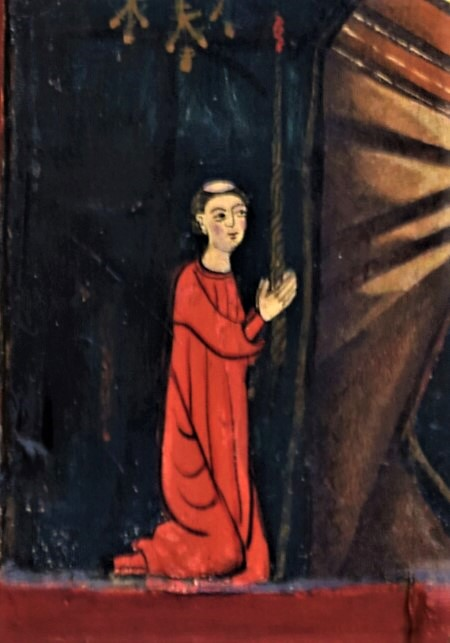
Icona B.V. della Madia, XII secolo, Particolare della figura riprodotta in basso a sinistra, Santuario della Basilica Cattedrale di Monopoli.

La sua origine è collocabile nell'area costantinopolitana, in quanto è proprio nel monastero degli Odighoi (delle guide) di Costantinopoli che si diffuse il culto verso la prima e più antica icona della Madre di Dio Odigitria (oggi andata perduta) giunta da Gerusalemme nel V secolo. Il colore rosso scuro del maphorion della Vergine è tipico delle icone scritte in quella zona. Anche l'uso dei colori per gli incarnati fanno riscontrare una notevole somiglianza con l'icona della Madre di Dio di Vladimir, proveniente anch'essa dalla zona di Costantinopoli.
La postura del Cristo permette di fissare una precisa datazione dell'icona. Le antiche Odigitrie lo raffiguravano in posizione frontale rispetto al fedele, ma nel periodo della dinastia dei Comneni esso subisce una graduale rotazione del corpo verso la Madre; questo movimento darà poi vita al tipo iconografico della Glycophilousa (Madonna della dolcezza). L'anno 1117 trova perciò una sua perfetta corrispondenza in questo particolare legame storico con la dinastia comnena che, infatti, ha governato l'impero bizantino tra l'XI e il XII secolo.
Le due figure che sono riprodotte in basso, una presenza inconsueta in un'icona, dipinte in un secondo momento rispetto alla scrittura della tavola, rimandano ancora al monastero costantinopolitano dove, oltre ai monaci (di cui abbiamo un richiamo nella figura prostrata ai piedi del Cristo), risiedeva anche la Confraternita dell'Odigitria che indossava come abito liturgico una veste rossa molto simile a quella della figura in basso a sinistra della Madia. Un'altra possibilità, meno certa della prima, è che l'iconografo stesso abbia voluto evidenziare in maniera più forte la provenienza di questa icona aggiungendo in basso i due uomini in preghiera, ma la loro fattura e lo stile utilizzato molto diversi rispetto alla Madre e al Cristo portano a pensare alla loro aggiunta posticcia. La notizia sembra confermata dalle analisi svolte sull'Icona durante il suo restauro negli anni Ottanta del Novecento.

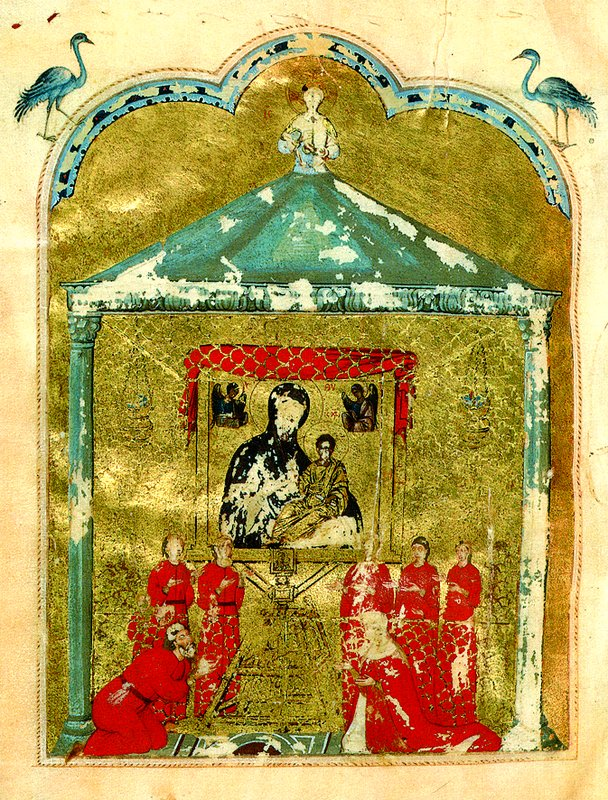
Miniatura dal Salterio di Hamilton, XII-XIV secolo, La Confraternita dell'Odigitria venera l'icona.

Le sue grandi dimensioni, inoltre, fanno pensare ad una sua origine per uso liturgico, quindi sicuramente anche processionale. 
Alcune ipotesi tradizionali, infine, attribuiscono l'arrivo di questa icona a Monopoli da Costantinopoli per mano di un certo Euprasio, tuttavia non ci sono fonti storiche che lo accertino. 
Secondo altri studiosi, le aureole a racemi realizzati con un rilievo in pastiglia farebbero pensare anche ad un collegamento con le produzioni iconografiche cipriote o crociate.

## Il culto liturgico
La forte devozione che nei secoli si è concentrata attorno a questa immagine ha conosciuto un momento di splendore soprattutto a partire dall'opera del vescovo Giuseppe Cavalieri (1664-1696), il quale avviò il cammino verso un riconoscimento della Chiesa di una liturgia propria dedicata alla Vergine con il titolo "della Madia". Nel 1680 riuscì ad ottenere dal Pontefice Innocenzo XI “che nel giorno 16 dicembre di ciascun anno in commemorazione di detta miracolosa venuta si celebrasse in questa Città, e sua Diocesi l’Officio di S.ta Maria ad Nives sotto il rito di prima classe ad libitum" con le "lezzioni del secondo notturno dell'Officio di S. Maria in Sabato".
Da quell'anno il 16 di dicembre assume un carattere festivo anche dal punto di vista liturgico.
Papa Benedetto XIII, che più volte da cardinale aveva pregato dinanzi alla venerata icona di Monopoli, con breve apostolico del 5 marzo 1727 concesse in perpetuum l’indulgenza plenaria a chi, confessato e comunicato pregava davanti alla Vergine della Madia durante l’Ottava dell’Assunta. Lo stesso Pontefice, con breve apostolico del 6 dicembre 1727, aggiunse l’indulgenza plenaria a chi il giorno 16 dicembre visita la Chiesa Cattedrale di Monopoli e, inoltre, dichiarò il suo altare privilegiatum in perpetuum per tutte le Messe di Requiem.
Il 17 marzo 1728, accogliendo le richieste del Vescovo Giulio Sacchi (Vescovo di Monopoli dal 1724 al 31 luglio 1738) e del Capitolo Cattedrale, la Congregazione dei Riti concede a Monopoli e alla sua Diocesi la Messa e l’ufficio proprio per la solennità della Beata Vergine Maria della Madia con il seguente titolo:
Die XVI Decembris - Festum Commemorationis solemnis adventus sacræ imaginis Beatæ Virginis Mariæ de Madia, Monopolim - Duplex primæ classis.

## L'incoronazione canonica

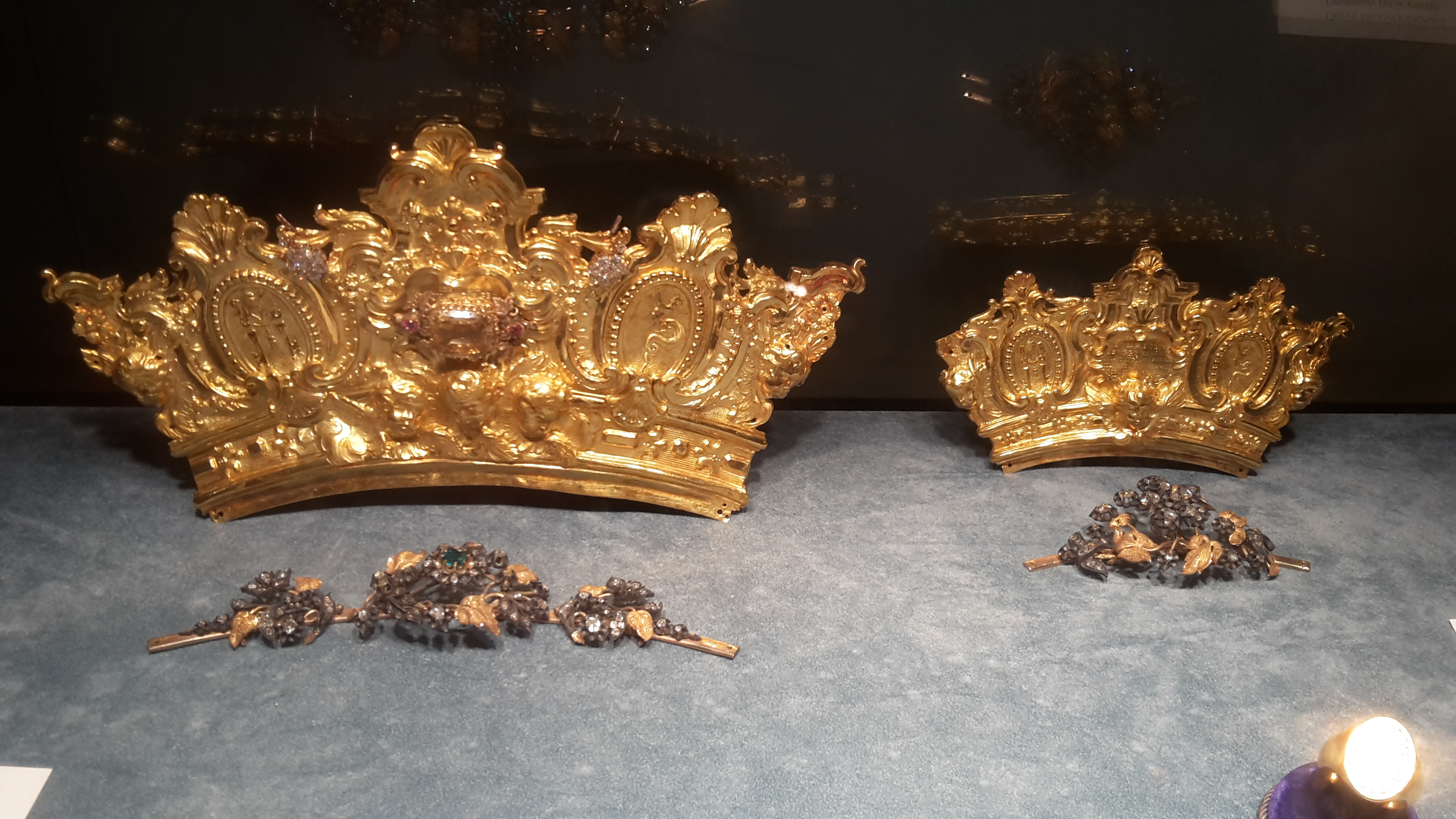
Le corone in oro donate dal Rev. Capitolo Vaticano alla Vergine della Madia, realizzate dall'argentiere Bartolomeo Boroni, Roma 1769. Accanto i relativi ornamenti donati dalla Marchesa Teresa Palmieri nel XIX secolo che venivano posti alla base della corone.

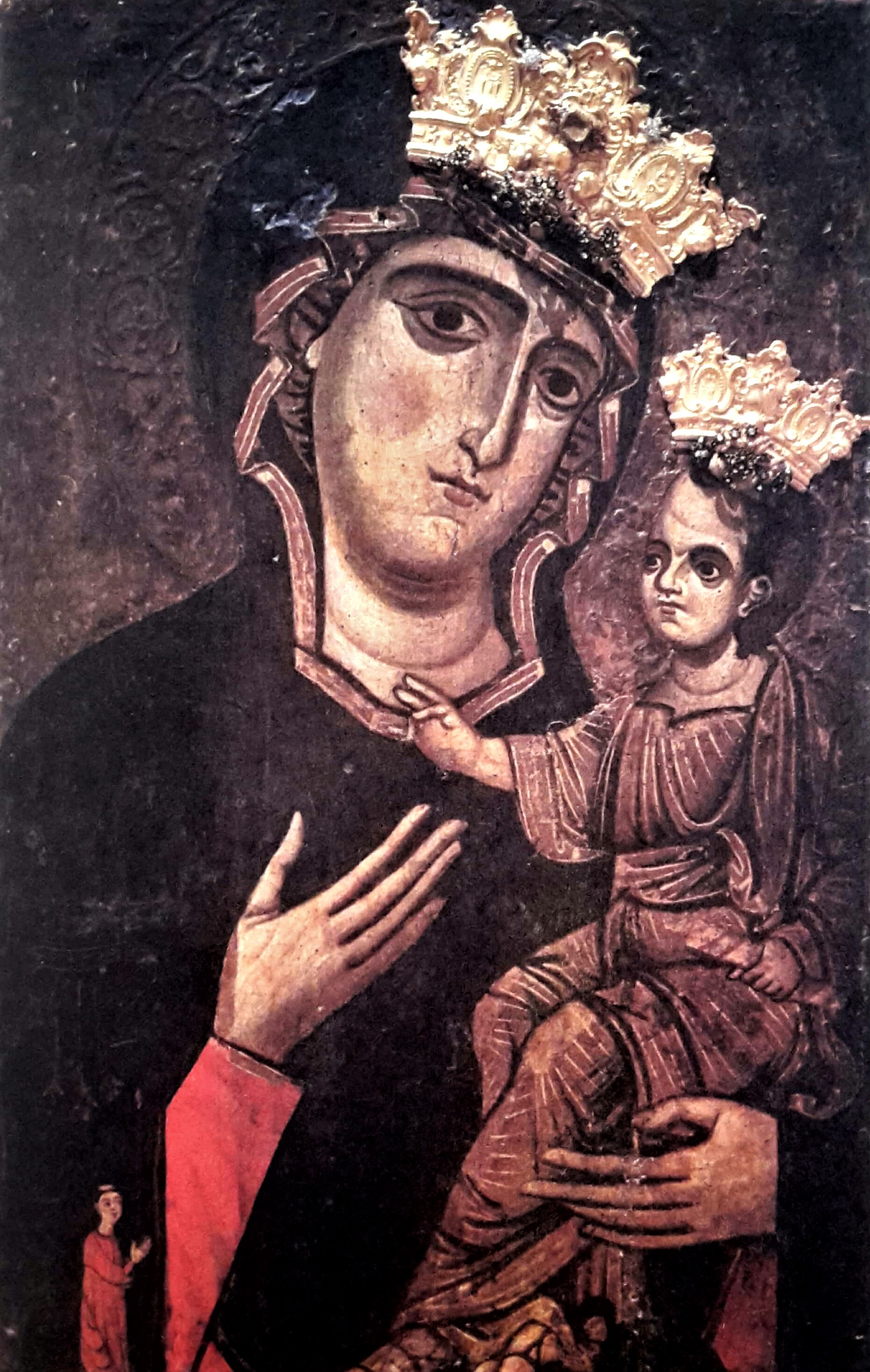
L'icona della Madia prima del restauro con le corone donate dal Capitolo Vaticano e i due ornamenti utilizzati come fermagli.

L'incoronazione di un'immagine mariana, pratica che nasce nel XVI secolo e si istituzionalizza nel secolo successivo, diveniva il massimo segno di riconoscimento da parte della Chiesa verso un particolare titolo mariano. L'icona della Madia era già ornata di corone, così come attesta il Glianes nella sua opera. Il primo desiderio di poter usufruire del legato Sforza, il quale dava la possibilità di ricevere le corone auree dal Capitolo Vaticano, nacque tra i canonici del Capitolo Cattedrale di Monopoli in un’adunanza del 7 marzo 1724: fu il generale procuratore don Giacomo Formica che propose di avviare il processo per ottenere la cosiddetta Canonizzazione dell’icona (l’incoronazione). La commissione istituita in quella stessa sede non riuscì a giungere ad alcun risultato per due motivi: Monopoli era sede vacante (Il vescovo Giulio Sacchi avrebbe fatto il suo ingresso il 2 aprile dello stesso anno); inoltre venne constatato che l’antica Cattedrale di Romualdo era ormai segnata dal solco dei secoli, quasi pericolante, si rendeva perciò necessario un forte lavoro di restauro o addirittura di rifacimento (come poi avvenne). Si mise momentaneamente da parte l'idea del processo canonico e, nella stessa sede, si optò per la realizzazione di una corona argentea da porre sopra la venerata immagine, non sul capo della Vergine. Il Custode della madia, il canonico Giuseppe Termite fu l’esecutore della volontà del Capitolo. L’argentiere napoletano Gennaro Di Blasio, che quattro anni prima aveva cesellato la sontuosa cornice argentea per la stessa immagine, realizzò la desiderata corona di argento in stile imperiale sorretta da due angeli (la stessa che ancora oggi si vede nel Santuario).
Nel 1731, il Primicerio Francesco Francese tornò a lanciare l’idea del rito di incoronazione. Il vescovo Sacchi nominò proprio lui come Giudice delegato del processo (1731-1737) da tenersi in Diocesi e da presentare poi a Roma. Conclusosi il processo furono inviate a Roma la petizione del Capitolo e l’attestato del Vescovo (17 dicembre 1768) che conteneva la storia della venuta dell'icona, i quattro miracoli ottenuti con l’intercessione della Vergine della Madia e una breve descrizione delle celebrazioni che si svolgevano a Monopoli per il mese di agosto. Il Capitolo Vaticano con delibera del 15 gennaio 1769 concesse la Canonizzazione. Nel mandato di pagamento indirizzato all’argentiere Bartolomeo Boroni, firmato dal canonico decano di San Pietro Monsignor Nicola Santamaria, è riportata la somma di 115 scudi come compenso per i due manufatti. Le corone recavano a sinistra lo stemma del Reverendo Capitolo Vaticano di San Pietro (La tiara e le chiavi), dall’altro lo stemma del Conte di Borgonovo (una biscia con un fanciullo che gli esce dalla bocca). Al centro della corona del Cristo l’iscrizione: REVERENDVM CAPITVLUM SANCTI PETRI IN VRBE HANC CORONAM AVREAM EX LEGATO ILL.MI COMITIS ALEXANDRI SFORTIA HVIC B. MARIÆ VIRGINI DONO DEDIT ANNO MDCCLXIX. (Il Rev.mo Capitolo di San Pietro in Roma donò la presente corona di oro a questa B. Vergine Maria, per legato dell'Ill.mo Conte Alessandro Sforza, nell'anno 1769).
Così, come ricorda la lapide entrando nella Cattedrale a sinistra, dopo un solenne triduo di preparazione, l’8 luglio 1770 la venerata icona della Madia venne coronata per le mani del vescovo di Monopoli Giuseppe Cacace (Vescovo di Monopoli dal 1761 al 1778) su mandato del cardinale Enrico Benedetto Stuart, arciprete della Basilica Vaticana e presidente del Capitolo di san Pietro in Urbe (come ricorda la lapide commemorativa che si trova entrando in Cattedrale a sinistra). Il restauro dell’icona del 1980 attestò che i chiodi, con i quali erano fissate le corone, danneggiavano la tavola a causa della ruggine, perciò si decise per la rimozione. Oggi sono custodite presso il Museo Diocesano di Monopoli.

## Le travi della zattera

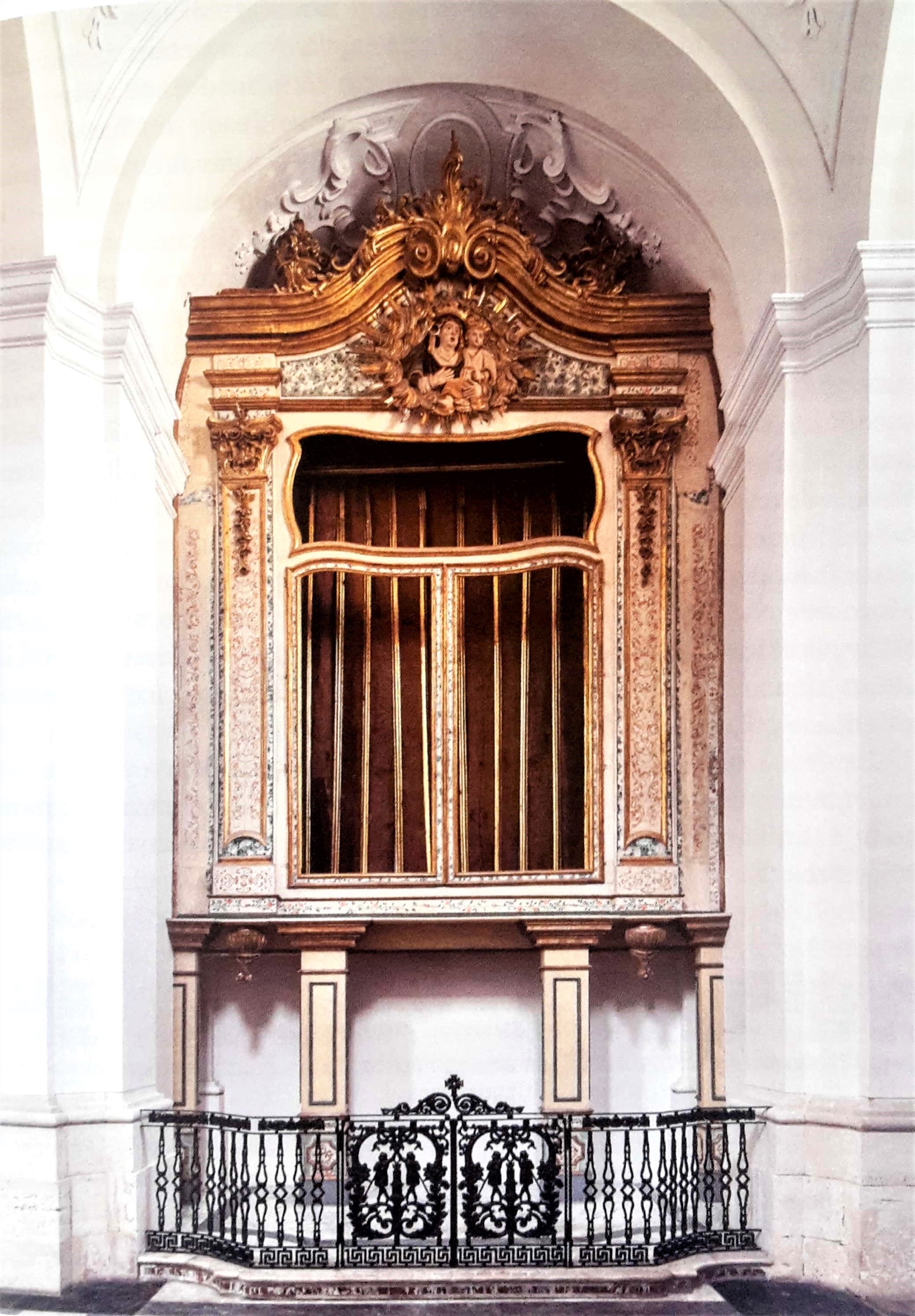
L'armadio che custodisce alcune delle antiche travi della zattera. Basilica Cattedrale di Monopoli, prima Cappella a destra.

Questi lunghi tronchi, trentuno secondo la tradizione, sono stati sempre oggetto di venerazione da parte dei fedeli, nonché della loro curiosità. Il Glianes nella sua opera (1643) ne esalta l’incorruzione e il profumo, e le classifica come legno di cedro. Il Nardelli riporta come ignota la provenienza e la tipologia di legname. Nella documentazione inviata a Roma da Mons. Giuseppe Cacace (vescovo di Monopoli dal 1761 al 1778) per l’ottenimento delle corone auree, circa le travi era scritto: "Di che alberi siano le dette travi nessuno dei periti dell’arte del legno è stato capace di accertare, neanche quelli di cotesta Alma Urbe, ai quali si rivolse Mons. Giuseppe Cavalieri, già Vescovo di questa Città di Monopoli, quando compì la visita alle Sacre Soglie degli Apostoli" [nel 1680]. Alcuni campioni del legno furono inviati anche a Napoli, ma senza ottenere risultati illuminanti. Dalla cronaca dell’Indelli non si ricavano notizie che affermino nulla di diverso: "Le travi di qual legno siano non si può con certezza affermare".
Con la nomina dell’Arcidiacono don Cosimo Tartarelli a Custode della Madia si procedette finalmente, per sua volontà, a tre analisi scientifiche diverse compiute nel 1960. La prima, all’inizio dell’anno, presso il Centro Nazionale del Legno di Firenze per mano del Prof. Guglielmo Giordano. Una seconda analisi, il 18 novembre, presso l’Istituto di Botanica dell’Università di Bari da Franca Scaramuzzi. La terza, infine, il 6 dicembre, eseguita dalla Dott.ssa Albina Messeri, Preside dell’Istituto di Botanica dell’Università di Messina.  I referti portarono ad identificare le travi della Madia come legno di pinus halepensis (pino d’Aleppo, detto anche pino di Gerusalemme).

## Lettura teologica dell'icona

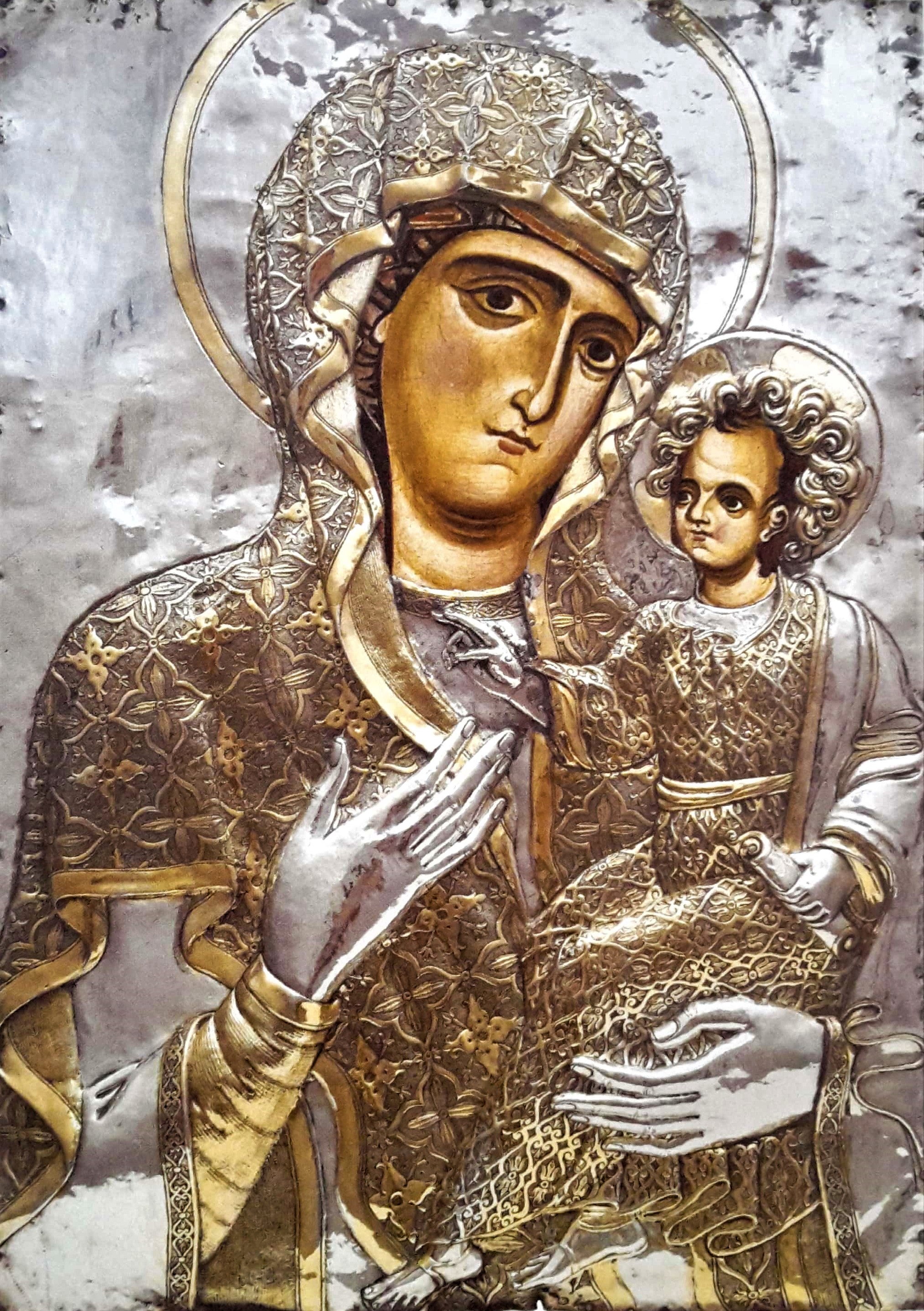
La riza in argento e oro che riveste l'icona della Madia, ignoto argentiere, prima metà del XVII secolo, Santuario della Basilica cattedrale di Monopoli.

L'immagine si risolve anzitutto in un atto di amore per il Bambino. La Madre è rivolta a lui con una tenerezza che è pari solo alla segreta e raccolta adorazione. La Madre con umiltà indica ed intercede presso il suo Re che ha sulle braccia. Il Cristo è atteggiato ad una serietà che trascende gli anni, è vestito con panni aulici, l'himàtion, l'abito della gloria che indossa il Risorto. Non ha vesti di pargolo, intense le pupille nelle orbite scure; è immerso in un ascolto fatto di benevolenza e maestà. Ascolta e guarda assorto la Madre sul cui cuore poggia la mano benedicente, (centro di tutta l'opera) arra di sicura e potente protezione. Dionisio da Furnà (XVIII secolo), monaco del monte Athos, attribuisce alle dita della mano benedicente le lettere iniziali del nome Gesù Cristo espresso in greco (IHSOYC XPISTÓC). Nelle mani del Cristo il rotulus, segno della Legge antica che lui è venuto a compiere e perfezionare. La Madonna indossa il maphorion greco, abito proprio della donne sposate, di colore rosso scuro. Sotto il manto i capelli raccolti nella mitella (cuffia) di colore azzurro, oggi molto sbiadito. Il volto della Vergine è la zona più vibrante in cui si esprime con grande eloquenza il momento focale dell'opera pittorica. Il volto è appena inclinato sul Figlio e valore espressivo hanno gli occhi grandi a cui fanno corona accentuati e lunghi sopraccigli, elementi che danno forza monumentale e colpiscono come negli antichi mosaici anche da lontano. Il naso è aquilino, la bocca raccolta e fine. Le pupille scrutano l'osservatore, anzitutto l'occhio destro che insiste non certo a caso in un punto centrale della tavola e si fa chiave di volta di tutta la sapiente composizione. Sul capo una stella, in origine certamente tre, segno della sua perenne e divina verginità.
I nove secoli che questa tavola porta su di se hanno tracciato il loro corso rendendo scuro il fondo dell'icona realizzato certamente in foglia oro e cancellando gli anagrammi con il titolo teologico della figure: MHP-OU (Madre di Dio)  e IC-XC (Gesù Cristo), era l'imprimatur dell'autorità ecclesiastica che definiva canonica un'icona, cioè degna di venerazione, di culto.

## La rievocazione annuale dell'approdo

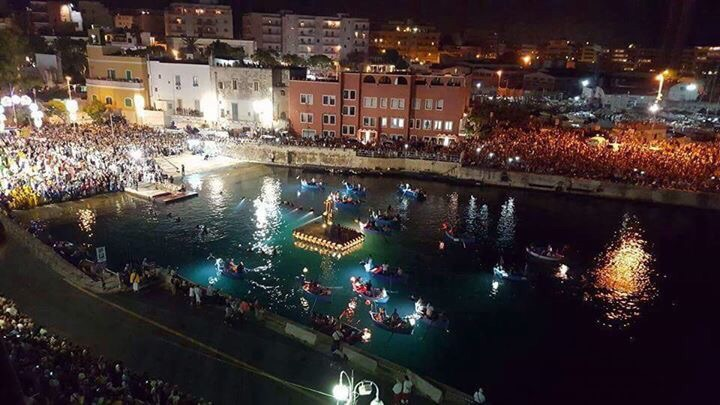
La cerimonia di approdo dell'icona di Maria SS. della Madia a Cala Batteria, Monopoli.

Il 16 dicembre, solennità liturgica della Beata Maria Vergine della Madia, alle cinque del mattino, l'intera città si riversa sul porto (Cala batteria) e rivive l'approdo della venerata icona. L'appuntamento mattutino è preceduto dalla cosiddetta nottata: le famiglie si riuniscono in casa e trascorrono insieme tutta la notte in un clima di festa per poi recarsi al porto e accogliere la Madre venuta dal mare su di una zattera (nel gergo popolare la gente dice: scende la Madonna). Ogni anno vengono stimate circa 40.000 persone. Quello di dicembre è un appuntamento molto suggestivo e sentito sia perché è la rievocazione propria del giorno in cui l'icona arrivò a Monopoli sia per il fascino che aggiunge il clima natalizio. I festeggiamenti si ripetono nel mese di agosto, mese mariano per Monopoli. La sera del 31 luglio una grande folla di fedeli si raccoglie davanti al sagrato della Basilica Cattedrale per la recita del S. Rosario; a mezzanotte viene aperto il grande portale d'ingresso, inaugurando così il mese della Protettrice. Nei giorni 13-14-15-16 di agosto si svolgono i festeggiamenti solenni, soprattutto per i monopolitani residenti all'estero che ritornano ad omaggiare la loro patrona. Non mancano le artistiche luminarie, i fuochi pirotecnici, le bande e le attrazioni per i piccoli; in questa cornice, il 14 agosto, si ripete l'approdo dell'icona, questa volta in tarda serata, seguendo lo stesso cerimoniale dell'approdo invernale.

## Le celebrazioni in altri paesi

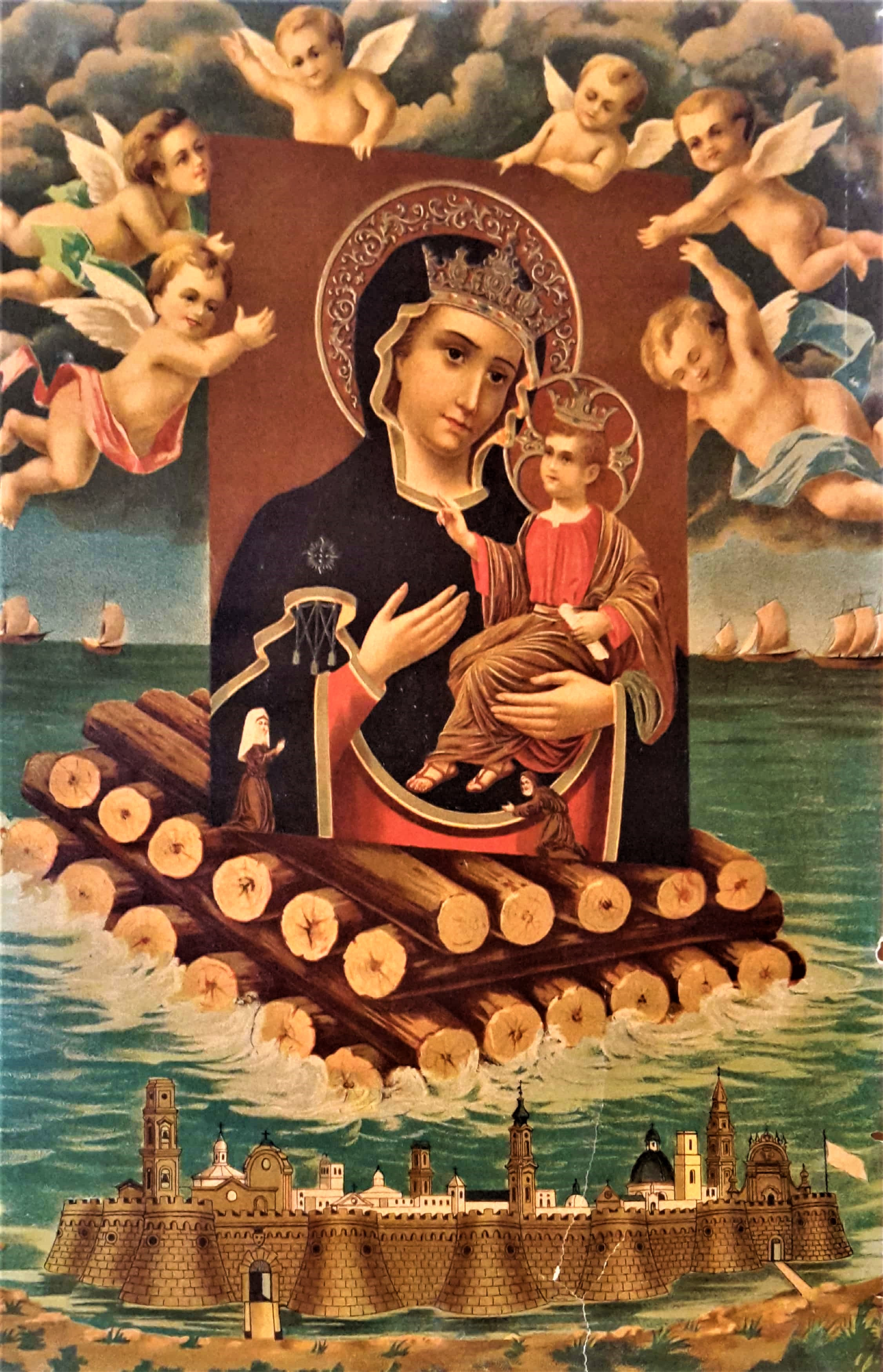
Stampa devozionale della Madonna della Madia dei primi del '900.

Una copia dell'icona della Madonna della Madia (36x48 cm), dipinta e interpretata da Antonio Vito Semeraro di Locorotondo nel 1885 e restaurata negli anni Novanta, è venerata nella città di Alberobello presso una cappella sita nell'ex Rione Pentimi (via Ammiraglio Millo) interessato da una forte espansione urbana. La costruzione della chiesa ardentemente voluta dall'allora parroco monsignore Giovanni Battista Martellotta e da quattro alberobellesi si concretizzò tra il 1994 e il 1997.  La consacrazione avvenne sabato 31 maggio dello stesso anno, officiante il vescovo Mons. Domenico Padovano, ordinario della diocesi Conversano-Monopoli.Con decreto vescovile di sabato 23 febbraio 2013, la chiesa è stata elevata a rettoria. Attualmente è amministrata da don Stefano Altavilla nominato dal medesimo vescovo.
Il culto della Madonna della Madia ad Alberobello fiorisce nel 1863, quando Cesare Indiveri (nato a Monopoli nel 1824) si trasferì nella cittadina per motivi commerciali, portando con sé la propria devozione mariana. Da ciò deriva il titolo popolare di Madonna di "Cesare" con chiaro riferimento al devoto monopolitano. In occasione dei consueti festeggiamenti, sabato 15 agosto 2015, la comunità di Monopoli ha donato alcune reliquie delle travi lignee, attualmente custodite dinanzi al venerato dipinto.
A testimoniare il culto alla Madonna della Madia sono presenti, presso la biblioteca parrocchiale "Domenico Morea" della Basilica dei Santi Medici, due quadri dell'artista alberobellese Vito Oscuro (1873-1959). In uno è raffigurata la Madonna della Madia, nell'altro l'approdo dell'icona mariana a Monopoli. Un'ulteriore immagine era presente, secondo la testimonianza degli anziani, presso la chiesetta della Madonna del Rosario presso l'unica frazione di Alberobello, Coreggia (Correggia nome originale). Del resto, la contrada era parte del territorio di Monopoli fino al 1895.
La Madonna della Madia inoltre è venerata nella città di Deliceto, di Castellana Grotte e di Triggiano.
Alcuni dipinti della Madonna della Madia si trovano a Fasano, Polignano a Mare, Brindisi, Vibo Valentia.

## I miracoli

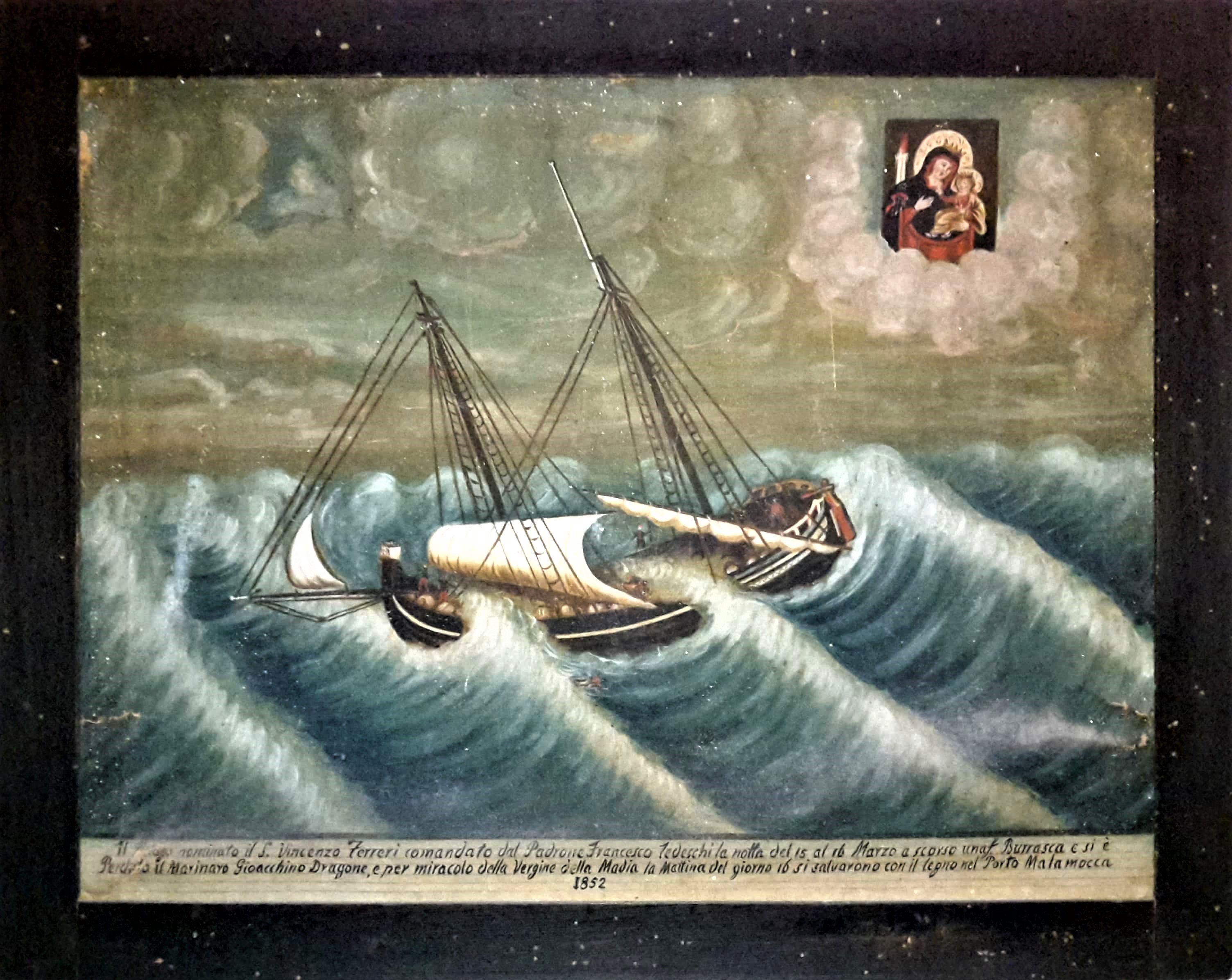
Ex-voto di Francesco Tedeschi per lo scampato naufragio del pielago S. Vincenzo Ferreri, 1852. Sala dei miracoli, Santuario della Basilica Cattedrale di Monopoli.

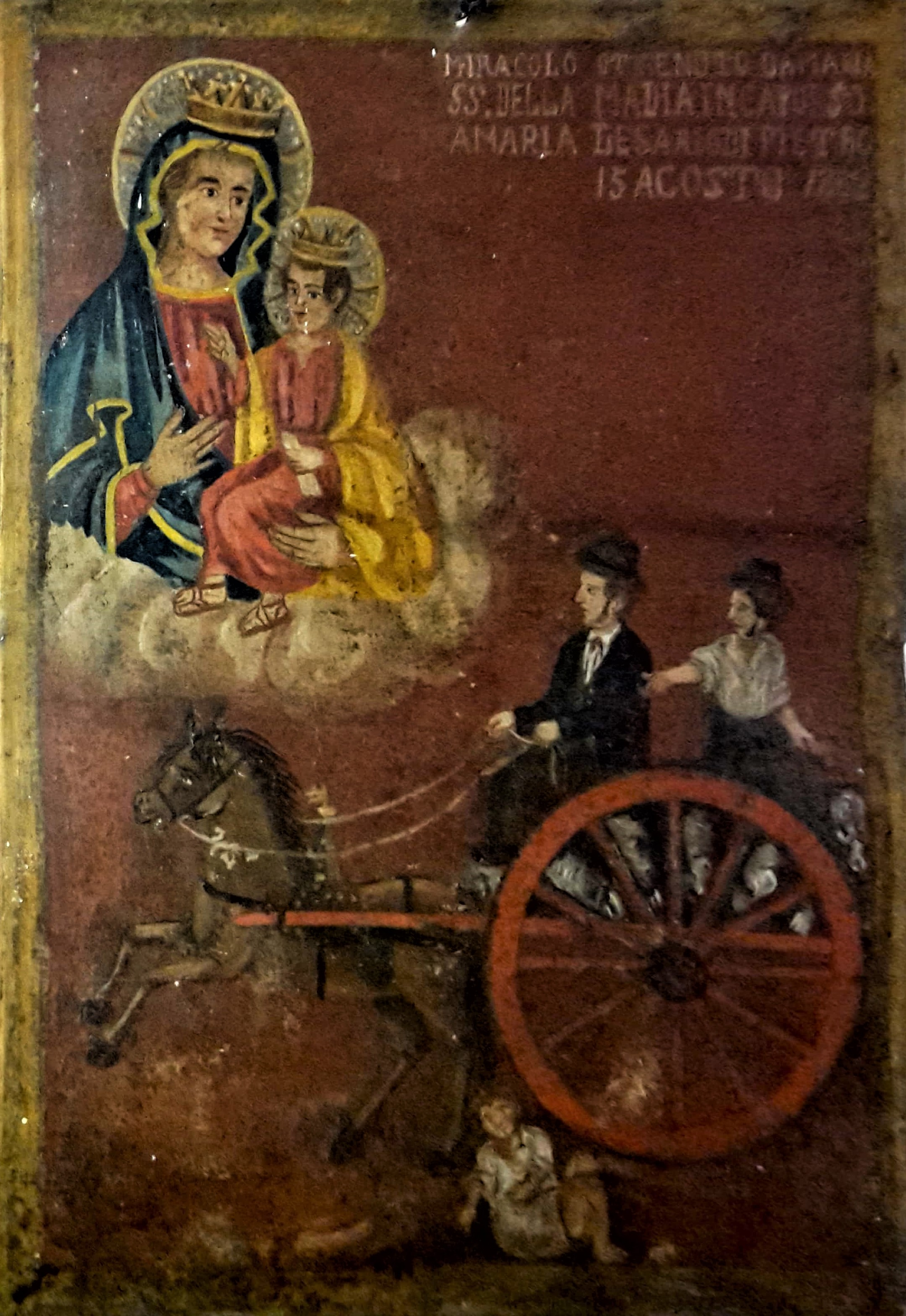
Ex-voto di Maria Desario scampata al passaggio delle ruote di un carro, 1882. Sala dei miracoli, Santuario della Basilica Cattedrale di Monopoli.

Gli eventi straordinari in cui i fedeli hanno riscontrato una protezione celeste attribuita alla Vergine monopolitana sono diversi, raccontati dalle testimonianze scritte che nei secoli si sono raccolte, cui si aggiungono gli ex voto custoditi presso il Santuario della Cattedrale. Oltre gli scritti, i dipinti custoditi nella cosiddetta sala dei miracoli adiacente al Santuario. Queste tavolette dipinte, realizzate dal “miracolato” stesso o in genere commissionate ad una mano più esperta, rappresentano solitamente la situazione in cui si è compiuto il miracolo e in alto l’immagine raggiante della Madonna. Nel caso di Monopoli i fatti miracolosi sono legati fondamentalmente alla vita marinara. Gli ex voto sono spesso in ringraziamento per uno scampato naufragio o tempesta; non mancano episodi legati al mondo contadino, come incidenti con carri e incendi, e altre situazioni legate alla vita quotidiana come la caduta di fulmini o incidenti stradali. Alle tavolette dipinte si aggiungono anche i tradizionali ex voto in argento con la sigla P.G.R. (per grazia ricevuta) che non sono esposti nella sala dei miracoli. Di notevole importanza è da considerarsi la venerazione della gente verso le travi della zattera (visibili ancora oggi in un grande armadio nella prima Cappella a destra entrando in Cattedrale). Quasi tutti i marinai portano sulla loro imbarcazione un frammento di quel tronco e non di rado ne gettano una scheggia in mare in situazione di pericolo. Un altro segno della devozione, oggi caduto in disuso, era legato alle colonnine in argento e oro che fino agli anni ’80 erano collocate proprio nella nicchia dove è custodita la sacra icona. Realizzate nella seconda metà del XVIII secolo, furono pensate come supporti dove appendere gli oggetti preziosi che venivano donati alla Madonna. Tuttavia dal primo inventario 
in cui vengono menzionate compaiono come: “La colonnetta di M.a SS. p[per] le partorienti”. Si deduce che queste piccole colonnine, a seconda delle richieste, uscivano dalla Cattedrale per essere posate sul grembo della partoriente come segno di protezione della Madonna. L’intervento maggiormente ricordato, e più vicino a noi nel tempo, è quello del bombardamento di Monopoli del 16 novembre 1940, in piena seconda guerra mondiale. Le testimonianze raccontano che quel giorno una fitta nebbia rendeva Monopoli quasi invisibile. Sulla città furono sganciate sessanta bombe, delle quali solo tre esplosero. I danni furono molto meno di quelli che ci si poteva aspettare: due case distrutte senza alcun ferito e un solo morto. Dopo due anni il Vescovo scopriva una lapide a memoria perenne dell’accaduto con queste parole: 
D.O.M. /LA CITTADINANZA DI MONOPOLI /SCAMPATA ALL'INCURSIONE NEMICA/ DELLA NOTTE DEL 16 NOVEMBRE 1940 XIX /ALLA /DIVINA PATRONA /LA MADONNA DELLA MADIA /PER LA CUI INTERCESSIONE IN SI DURA PROVA /FU MIRACOLOSAMENTE PRESERVATA /CON VIVA FEDE RENDE UNANIME/ TESTIMONIANZA DI GRATITUDINE ETERNA /AUSPICE ECC. G. BIANCHI VESCOVO - ASSUNTA 1942.
La lapide è collocata accanto alla porta di ingresso dallo scalone destro del Santuario.

## Le diverse versioni dell'immagine

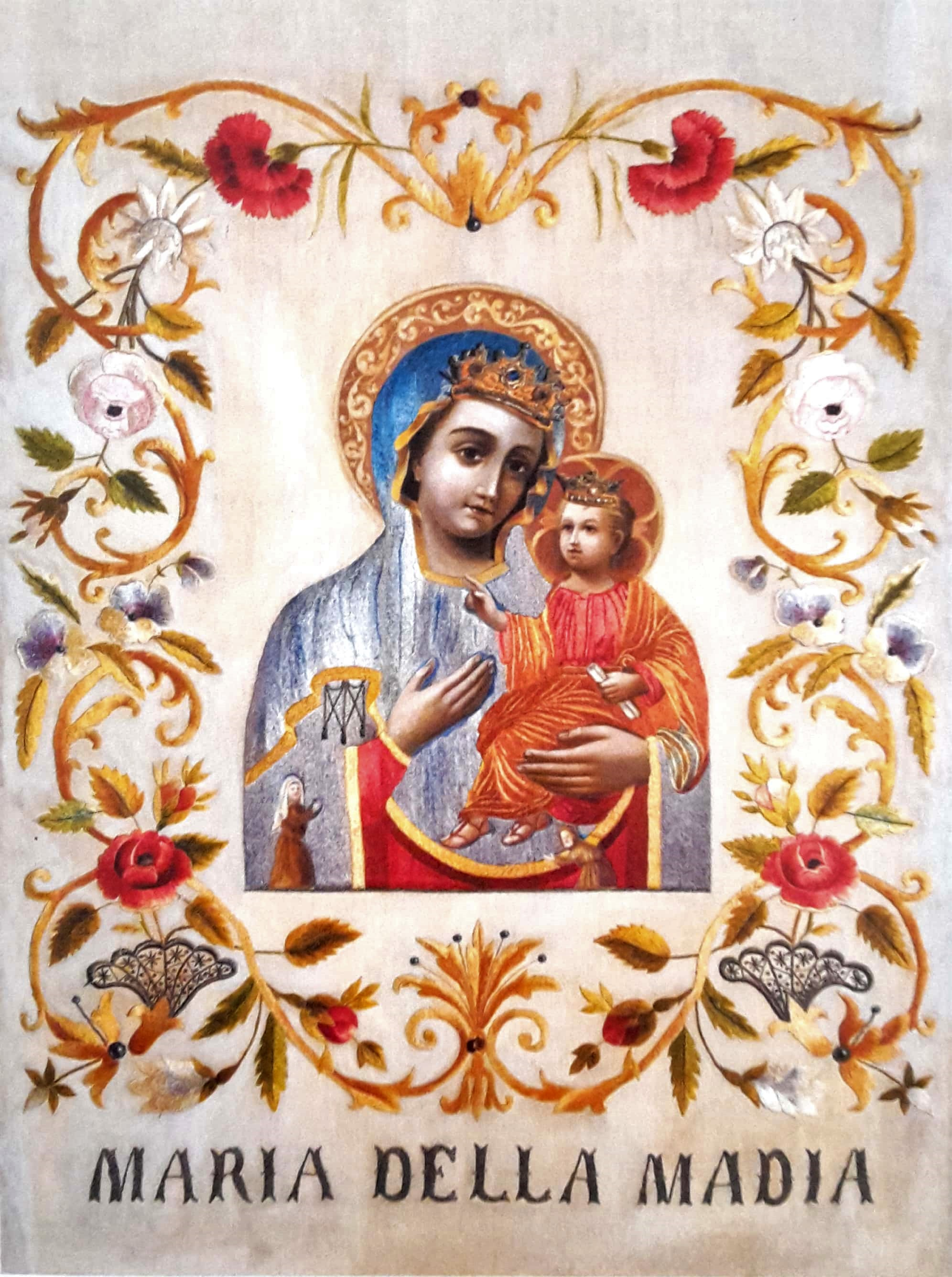
Il drappo in seta che copriva l'icona originale della Madia (XIX secolo).

Fino ai primi del ‘900 l’icona originale della Madonna della Madia non era sempre visibile ai fedeli perché velata da un drappo prezioso che celava l’antica tavola. Ogni sabato, dopo la Messa mattutina, il canonico Custode della Madia svelava l’icona sia del drappo che della riza lasciandola per alcuni minuti alla preghiera dei fedeli che si faceva unanime nel canto delle litanie. Il Santuario si affollava notevolmente per questo rito semplice nel quale sembrava che la Regina desse udienza ai suoi figli. Perciò le riproduzioni popolari della Madonna della Madia si discostavano dall’immagine bizantina originale ed erano spesso arricchite di particolari lasciati alla libertà dell’autore. Alcuni esempi sono il monaco basiliano prostrato ai piedi del Cristo che quasi sempre si trasformava in un frate minore o cappuccino. L’uomo vestito di rosso, con la candela in mano, inginocchiato a sinistra, diveniva addirittura una donna o una monaca. La cuffia che cinge il capo della Vergine veniva spesso confusa con i suoi capelli.  Oltre a questo l’aggiunta di elementi inesistenti sull'icona: le due candele accese sullo sfondo, per esempio, facevano riferimento al prodigioso intervento della Vergine durante l’assedio di Monopoli dell’anno 1528 tenuto dal marchese del Vasto, generale dell’imperatore Carlo V. L’esercito bombardò con una pesante artiglieria le prime due torri della Cattedrale e mentre si accingeva a distruggere la terza si vide su di essa una donna vestita di bianco con due candele accese accanto ad essa. L’assedio fu sciolto e Monopoli fu salva. Da questo avvenimento prese vita l’uso di dipingere la Madonna della Madia con due ceri accesi accanto. Spesso insieme alle candele si aggiungevano delle vele dispiegate, simbolo delle navi del marchese respinte durante l'assedio. Così come, dall'anno dell'incoronazione (1770), si aggiunsero su molte raffigurazioni le corone sul capo della Madre e del Cristo. 
A partire dal restauro degli anni Ottanta, in seguito al Novecentario dell'Approdo dell'Icona (2017), e alla traslazione e all'esposizione dell'Icona originale della Madonna della Madia in Cattedrale, si sono diffuse raffigurazioni dell'icona (sia quadri, sia santini e stampe popolari) fedeli all'originale.

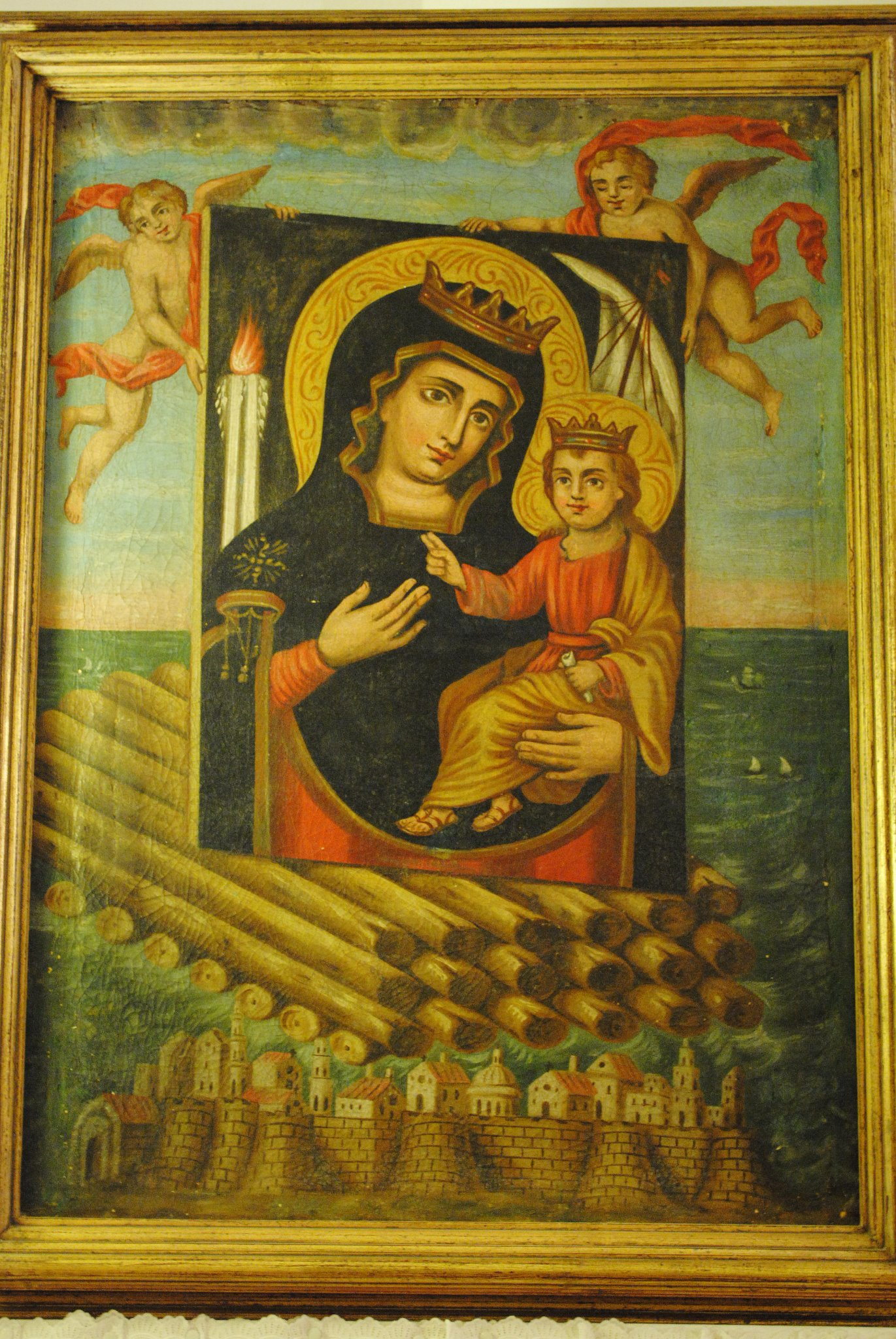
Madonna della Madia venerata in Contrada Tormento.